# Salsola buhseana
Salsola buhseana là loài thực vật có hoa thuộc họ Dền. Loài này được (Botsch.) Botsch. miêu tả khoa học đầu tiên năm 1980.